# 片福面大五郎
片福面 大五郎（かたおかめ だいごろう、1869年 - 没年不明）は、明治から大正にかけて活躍した大相撲力士。最高位は幕下3枚目。

## 人物
福島県出身。秀ノ山部屋所属。1889年（明治22年）1月、「小石崎」の四股名で序ノ口に付く。
1898年（明治31年）5月幕下に昇進。1900年（明治33年）1月に「達岩」、1903年（明治36年）5月に「片福面」と改名。
とてもひょうきんな性格で、タコ踊りが得意。また彼の写真が載った切手やハガキなども当時は売れたという。初っ切りも上手く、「形式上の勝負」がついた後、相方の力士から竹ほうきを放り渡され、それを手に前述のタコ踊りをしながら歌うのが常だった。ただし、その歌の内容は「下ネタ」であった。
後に19代横綱・常陸山の門下となる。常陸山にはたいへん気に入られ、宴会があれば必ず片福面を連れて行き、その席で決まって前述したタコ踊りをやらせていた。そのうちに本場所で勝った時にもこの踊りをやるようになった。
また常陸山「専属」のチャンコ番を務めており、「片福面の作ったチャンコでなくちゃ食えねえ」と言わせるくらいの腕前だった。
現役晩年は番付が次第に下がり、最終的には序二段下位まで陥落した1915年（大正4年）5月限りで廃業、常陸山（引退後は年寄出羽ノ海）が1922年（大正11年）に他界するまで専属でチャンコ番を務めていた。

## 成績
- 番付在位場所数：50場所
- 通算成績：不明（当時の幕下以下の勝敗等の記録については相撲レファレンス等のデータベースに登録がなく、特に明治30年代半ばまでの序二段や序ノ口などについてはほとんど現存していないと思われるため。ただし、少なくとも幕下在位時の対十両戦として2勝9敗の記録がある）

### 場所別成績
- 各場所の地位は小島貞二コレクションの番付実物画像による。前述の理由により、勝敗数等については暫定的に対十両戦の分のみを示すこととする。また片福面の力士データ自体も相撲レファレンスに未登録である。

| 1889年 （明治22年） | 東序ノ口25枚目 –              | 東序二段44枚目 –              |
| 1890年 （明治23年） | 西序二段44枚目 –              | 東序二段8枚目 –               |
| 1891年 （明治24年） | 東序二段12枚目 –              | 東三段目38枚目 –              |
| 1892年 （明治25年） | 西三段目筆頭 –                | 西三段目8枚目 –               |
| 1893年 （明治26年） | 東三段目6枚目 –               | 西三段目3枚目 –               |
| 1894年 （明治27年） | 西三段目9枚目 –               | 西三段目21枚目 –              |
| 1895年 （明治28年） | 西三段目14枚目 –              | 西三段目4枚目 –               |
| 1896年 （明治29年） | 番付非掲載 不出場             | 番付非掲載 不出場             |
| 1897年 （明治30年） | 番付非掲載 不出場             | 番付非掲載 不出場             |
| 1898年 （明治31年） | 西三段目13枚目 –              | 西幕下20枚目 –                |
| 1899年 （明治32年） | 西幕下11枚目 –                | 西幕下12枚目 –                |
| 1900年 （明治33年） | 東幕下11枚目 –                | 西幕下21枚目 –                |
| 1901年 （明治34年） | 東幕下14枚目 –                | 東幕下3枚目 0–2 （対十両戦）  |
| 1902年 （明治35年） | 西幕下10枚目 1–1 （対十両戦） | 西幕下18枚目 0–1 （対十両戦） |
| 1903年 （明治36年） | 西幕下6枚目 0–1 （対十両戦）  | 西幕下17枚目 –                |
| 1904年 （明治37年） | 西幕下21枚目 0–1 （対十両戦） | 西幕下19枚目 –                |
| 1905年 （明治38年） | 東幕下3枚目 1–3 （対十両戦）  | 東幕下13枚目 –                |
| 1906年 （明治39年） | 東幕下17枚目 –                | 西幕下31枚目 –                |
| 1907年 （明治40年） | 西幕下34枚目 –                | 西幕下45枚目 –                |
| 1908年 （明治41年） | 西幕下54枚目 –                | 東幕下50枚目 –                |
| 1909年 （明治42年） | 西幕下50枚目 –                | 東三段目6枚目 –               |
| 1910年 （明治43年） | 東三段目24枚目 –              | 西三段目44枚目 –              |
| 1911年 （明治44年） | 西三段目59枚目 –              | 西序二段筆頭 –                |
| 1912年 （明治45年） | 西序二段7枚目 –               | 西序二段3枚目 –               |
| 1913年 （大正2年） | 西三段目65枚目 –              | 西序二段12枚目 –              |
| 1914年 （大正3年） | 西序二段25枚目 –              | 西序二段36枚目 –              |
| 1915年 （大正4年） | 西序二段64枚目 –              | 西序二段74枚目 引退 –         |
| 各欄の数字は、「勝ち-負け-休場」を示す。 優勝 引退 休場 十両 幕下 三賞：敢=敢闘賞、殊=殊勲賞、技=技能賞 その他：★=金星 番付階級：幕内 - 十両 - 幕下 - 三段目 - 序二段 - 序ノ口 幕内序列：横綱 - 大関 - 関脇 - 小結 - 前頭（「#数字」は各位内の序列） |                               |                               |

## 改名歴
- 小石崎 兵吉 （上の名前の番付上の表記は「小石嵜」）- 1889年1月場所 - 1899年5月場所
- 達岩 大五郎 - 1900年1月場所 - 1903年1月場所
- 片福面 大五郎 - 1903年5月場所 - 1915年5月場所